# Rio do Sul
Rio do Sul est une ville brésilienne de l'État de Santa Catarina.

## Généralités
Un des monuments les plus connus de la municipalité est son église paroissiale, la cathédrale Saint Jean-Baptiste. On peut également citer le « Pont des Arches » (Ponte dos Arcos en portugais) et la gare ferroviaire. Sur le territoire de la municipalité se trouve, de plus, la naissance du Rio Itajaí-Açu (de la rencontre des rivières Itajaí do Sul et Itajaí do Oeste).
La ville compte également un établissement d'enseignement supérieur, siège du campus de l'UNIDAVI (Universidade para o Desenvolvimento do Alto Vale do Itajaí, « Université pour le Développement de la Haute-Vallée de l'Itajaí » en français).

## Géographie
Rio do Sul se situe dans la vallée du rio Itajaí, par une latitude de 27° 12′ 50″ sud et par une longitude de 49° 38′ 34″ ouest, à une altitude de 340 mètres.
Sa population était de 61 196 habitants au recensement de 2010. La municipalité s'étend sur 258 km2.
Elle fait partie de la microrégion de Rio do Sul, dans la mésorégion de la Vallée du rio Itajaí.

### Relief et climat
Rio do Sul se trouve dans la haute-vallée du rio Itajaí, dont elle est la principale agglomération, à une distance de 188 km de la capitale de l'État, Florianópolis.
La municipalité est située entre la serra do Mar et la serra Geral. Son point culminant se trouve dans la Serra do Mirador, à 824 m d'altitude.
La température annuelle moyenne y est de 18 °C (max: 34 °C; min: 5 °C).

### Données démographiques
(source: IBGE 2000)
- Répartition de la population (pour un total de 51 650 habitants) :
  - Zone urbaine : 48 421 habitants / Zone rurale : 3 229 habitants
  - Hommes : 25 308 habitants / Femmes : 12 450 habitants

- Nombre de foyers: 7 196, soit 3,5 individus par foyer en moyenne.

- Croissance annuelle moyenne de la population : 1,94 %.

### Autres données
- Analphabétisme :  5,02 % parmi les adultes
- Espérance de vie à la naissance : 76,02 ans

Rio do Sul est classée 50e au niveau national pour la qualité de vie selon l'indice de développement humain (IDH = 0,845) selon un rapport du PNUD en 2000.

## Histoire
Jusqu'aux débuts de la colonisation, la municipalité, dont le territoire était couvert par la forêt atlantique abritait des indiens xokleng.
Un noyau de peuplement se forma au XIXe siècle sur les rives du rio Itajaí-Açu, sur un lieu de passage connu des tropeiros, et prend le nom de « Suedarm » (ou encore « Braço do Sul »). En 1912, la localité change de nom et devient « Bella Alliança ». Avec son émancipation politique en 1931, la ville prend définitivement son nom actuel, Rio do Sul.

## Économie
La ville est principalement active dans le secteur industriel, notamment dans la mécanique, l'électronique et la confection de jeans. Dans l'agriculture, on trouve principalement de la production laitière et de l'élevage de porcs et de volailles.

### Indicateurs économiques
- PIB: R$ 500 millions (IBGE - 2002);
- PIB par habitant: R$ 9 300 (IBGE - 2002);
- Exportations: US$ 80,5 millions (2004) - plus de 40 % de l'ensemble de la haute-vallée du rio Itajaí;
- Importations: US$ 2,6 millions (2004).

### Grandes entreprises
La ville possède plusieurs entreprises de portée internationale, parmi lesquelles :
- Hinor Alto-falantes (production de haut-parleurs, notamment pour le secteur automobile);
- Frigorífico Riosulense (agro-alimentaire);
- Metalúrgica Riosulense (sidérurgie);
- Royal Ciclo (accessoires pour cycles);
- Frahm (haut-parleurs);
- H. Bremer (chaudières);
- Cerâmica Rainha (fabrication de tuiles);
- Cerâmica Princesa (fabrication de briques);
- Engecass (chaudières, serres, ascenseurs, etc.);
- Hergen (machines de production de papier).

## Culture
La ville abrite le "Centre de Recherche et de Production du Théâtre d'Animation" (Centro de Pesquisa e Produção de Teatro de Animação  en portugais) centré sur les marionnettes et une fondation culturelle.
Tous les ans, en octobre, la Kegelfest, fête nationale du bowling, se déroule dans la municipalité.

## Sport
Rio do Sul est présente au niveau de l'État par ses clubs de sport, notamment en bowling, football et football en salle.

## Administration

### Liste des maires
Depuis son émancipation de la municipalité de Blumenau en 1930, Rio do Sul a successivement été dirigée par :
- Eugênio David Schneider - 1931 à 1935
- Victor Buhr - 1935 à 1937
- Mateus Alves Conceição - 1937 à 1938
- Paulo Cordeiro - 1938 à 1939
- Roberto Machado - 1939 à 1945
- Victor Buhr - 1945
- Fernando Ferreira de Mello - 1945 à 1946
- Victor Buhr - 1946 à 1947
- Wenceslau Borini - 1947 à 1951
- Waldemar Bornhausen - 1951 à 1956
- Helmuth Baumgarten - 1956 à 1961
- Raulino João Rosar - 1961 à 1962
- Raymundo Mayr Sobrinho - 1962
- Osvaldo Claudino dos Santos - 1962
- Vitório Fornerolli - 1962 à 1966
- Alfredo João Krieck - 1966 à 1970
- Artenir Werner – 1970 à 1973
- Danilo Lourival Schmidt – 1973 à 1977
- Luiz Adelar Soldatelli – 1977 à 1983
- Danilo Lourival Schmidt – 1983 à 1987
- Clóvis Gaertner - 1987 à 1988
- Celso Luiz Dellagiustina - 1988
- Nodgi Enéas Pellizzetti - 1989 à 1992
- Clóvis Gaertner - 1993 à 1996
- Nodgi Enéas Pellizzetti - 1997 à 2000
- Jailson Lima da Silva – 2001 à 2004
- Milton Hobus - 2005 à 2008
- Jorge Teixeira - 2008
- Milton Hobus - 2009 à 2012
- Garibaldi Antônio Ayroso - 2013 à 2016
- José Eduardo Rothbarth Thomé - 2017 à aujourd'hui

### Divisions administratives
La municipalité est constituée d'un seul district, siège du pouvoir municipal.

## Villes voisines
Rio do Sul est voisine des municipalités (municípios) suivantes :
- Presidente Getúlio
- Ibirama
- Lontras
- Aurora
- Agronômica
- Laurentino